# Johannes Hudde
Johannes (Joan, Joannes) Hudde (Amsterdam, 23 april 1628 - aldaar, 15 april 1704) was een Nederlands wiskundige, politicus en jurist. Vanaf 1663 bekleedde Hudde ambtelijke functies in Amsterdam: in 1667 werd hij lid van de vroedschap. Hij was tussen 1672 tot 1703 negentien keer burgemeester van Amsterdam, zo vaak als de regeling toeliet. In 1679 werd hij bewindhebber van de Verenigde Oost-Indische Compagnie. In 1680 werd hij raad bij de Admiraliteit van Amsterdam. Met Hudde en Nicolaes Witsen kregen de beslissingen van de vroedschap een wetenschappelijke onderbouwing. Hudde was betrokken bij de waterhuishouding van de stad Amsterdam en de omgeving.  Hij stond bekend als een onbaatzuchtig en eerlijk man.

## Biografie
Johannes Hudde was een zoon van Gerrit Hudde (1595-1647), sedert 1632 bewindhebber van de VOC-kamer te Amsterdam en directeur van de Levantsche handel. Zijn moeder was Maria Witsen (1597-1683). Hij was de kleinzoon van Hendrick Hudde.
Omstreeks 1648 begon Johannes met zijn studie rechten en filosofie in Leiden. Daar werd zijn interesse gewekt voor de wiskunde door Frans van Schooten. Van 1654 tot 1663 was hij lid van Van Schootens meetkundig gezelschap in Leiden, die een tweedelige vertaling uitgaf van Descartes' La Géométrie, waarin Van Schooten bijlagen opnam van de hand van Johan de Witt, Hudde en Hendrik van Heuraet. In 1659 bracht Hudde tijdens zijn Grand Tour in gezelschap van Van Heuraet een bezoek aan de universiteit van Saumur waar Melchisédech Thévenot doceerde. Hudde had contact Burchard de Volder die zijn proefschrift in 1664 aan Hudde opdroeg. In 1670 oefende Hudde zijn invloed uit bij de benoeming van De Volder tot hoogleraar in de filosofie aan de Universiteit van Leiden. Hudde kreeg in 1676 bezoek van Leibniz, die ook bij Spinoza langs ging.

## Wiskundige
Hudde werkte aan de theorie van extreme waarden en de theorie van vergelijkingen. Hij bedacht een ingenieuze methode om de wortels van een vergelijking te vinden, die meer dan één keer voorkomen. Deze methode kwam in essentie overeen met de moderne methode om de grootste gemeenschappelijke factor te vinden van een polynoom en zijn afgeleide.
Hij was de eerste die in De reductione aequationum: Het vereenvoudigen van vergelijkingen, coëfficiënten van polynomen gebruikte, zonder onderscheid te maken tussen positieve en negatieve waarden. In 1656 gaf hij de machtreeksontwikkeling van ln(1+x) .

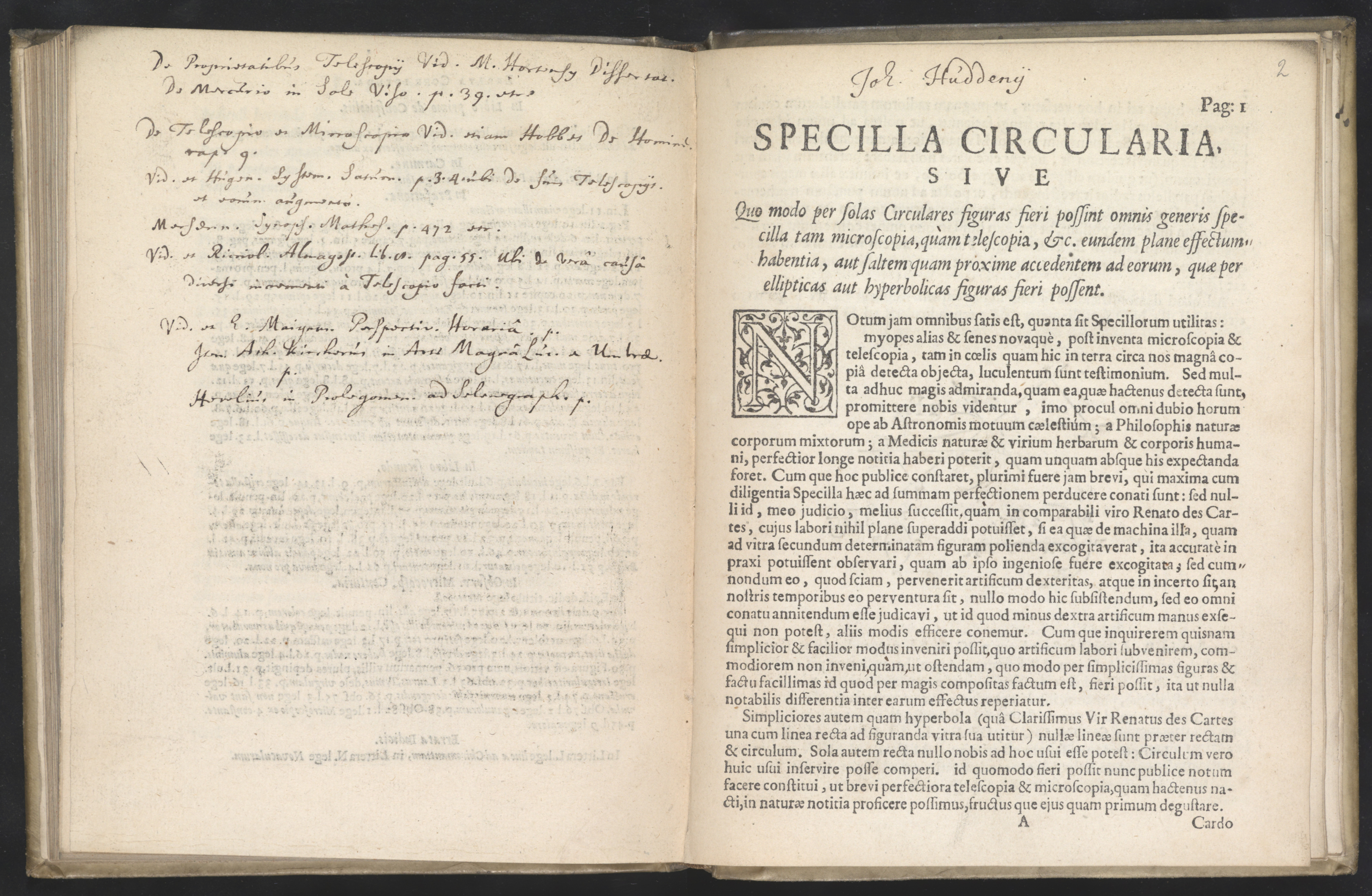
Specilla circularia, een tekst over telescopen uit 1656 door Johannes Hudde

Hudde werkte ook aan optica en bouwde microscopen en telescooplenzen. Hij correspondeerde met Baruch de Spinoza over de brandpuntsafstand en leerde aan Jan Swammerdam het gebruik van lenzen. In 1663 kreeg Balthasar de Monconys een microscoop in handen, gemaakt door Hudde. Bijna alle bijdragen van Hudde aan de wiskunde dateren van voor 1663.
Hudde correspondeerde met Christiaan Huygens over het beheer van kanalen en grachten , kansrekening en het berekenen van levensverwachtingen, de zogenaamde sterftetafel. In een brief aan Huygens van 16 augustus 1671 vertelt Hudde dat hij in de archieven van de stad Amsterdam uit de jaren 1586 tot 1590, de leeftijd heeft opgezocht van de intekenaars op het ogenblik van het afsluiten van een lijfrentecontract en bij hun overlijden. Op basis hiervan rekende hij uit dat het contract in werkelijkheid 17 gulden waard was. De Staten schoten daar geld bij in: ze betaalden op dat moment 1 gulden per jaar voor 14 ingelegde guldens. Deze lijfrenteberekeningen werden destijds ook gedaan door Johan de Witt.

## Burgemeester

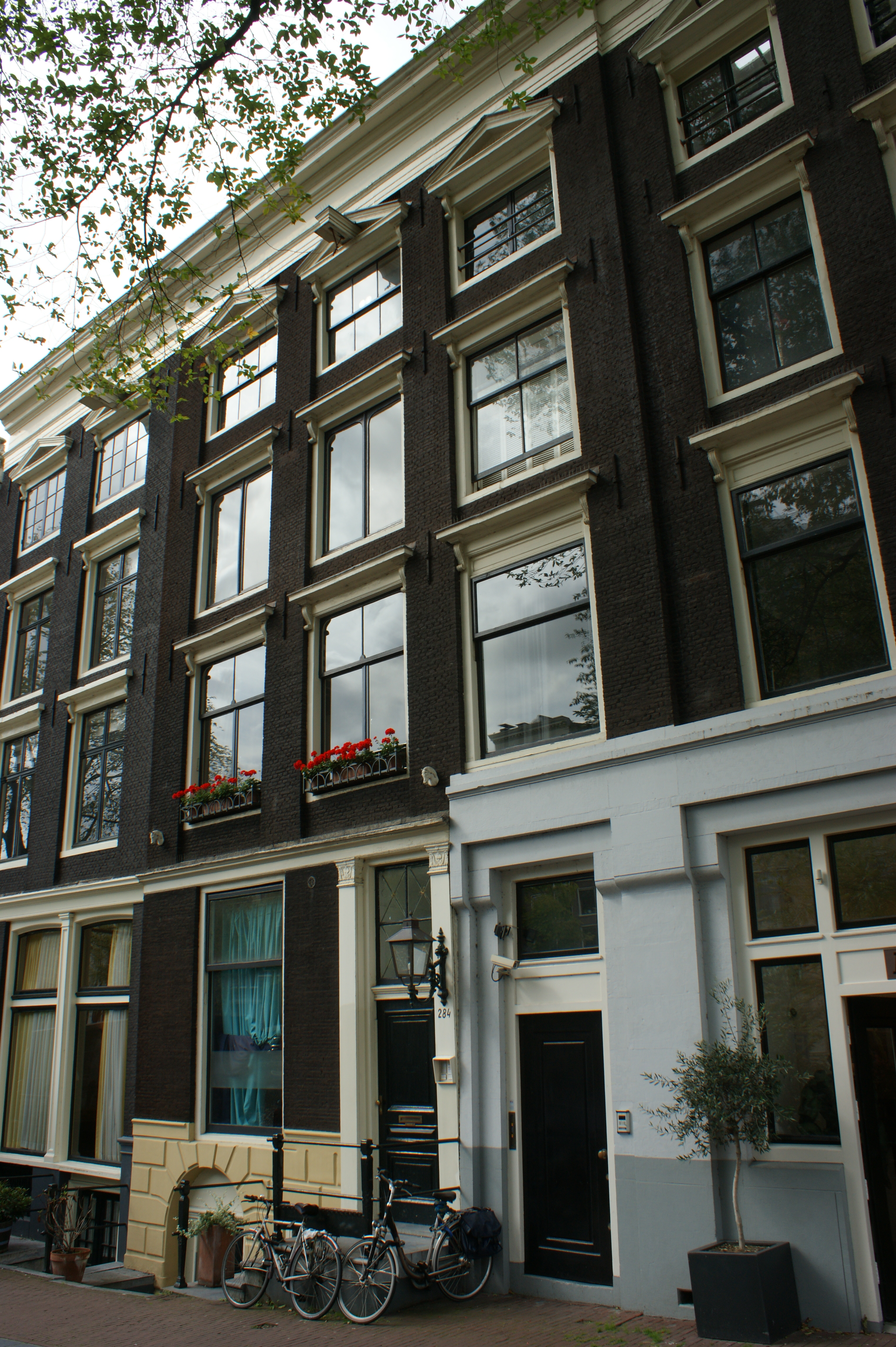
Singel 284

In 1671 werd zijn hulp ingeroepen bij de verdediging van Holland, middels het uitdiepen van de grote rivieren en werking van de Waterlinie. In de zomer van 1672, het Rampjaar, werd de voormalige aanhanger van de staatsgezinde regentenpartij een aanhanger van Willem III van Oranje. Na de moord op Johan de Witt werden zestien leden (o.a. Andries de Graeff, Pieter de Graeff en Lambert Reynst) uit het bestuur verwijderd. Samen met zijn neef Gillis Valckenier en Coenraad van Beuningen werd Hudde een van de pijlers van het stadsbestuur van Amsterdam. Hij bezat een vredelievend en volgzaam karakter en volgde meest de politiek van zijn neef Gillis Valckenier.
In 1673 - Hudde was toen vijfenveertig - trad hij in het huwelijk met Debora Blaeuw (1629-1702), eerst de weduwe van Bartholdus Wormskerck, vervolgens van Johan van Waveren (1613-1670). Hudde bewoonde Singel 284. Hij verkreeg via haar de titel heer van Waveren. Hudde was tot aan zijn dood heer van Waveren, Botshol en Ruige Wilnis. Uit dit huwelijk werden geen kinderen geboren.

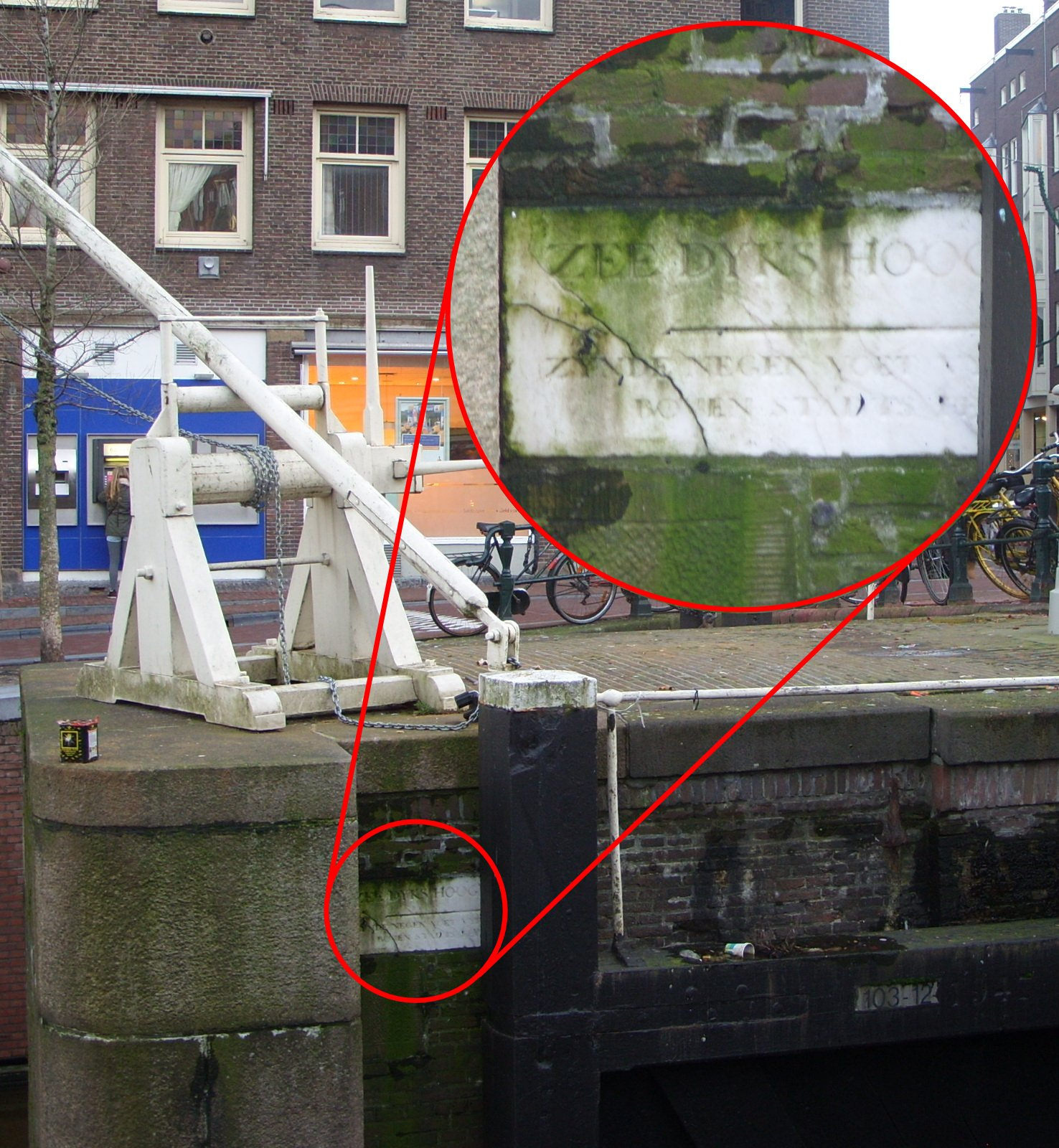
De laatst overgebleven in situ Huddesteen in de Eenhoornsluis in de Korte Prinsengracht

Hudde was deskundige op het gebied van waterstaat en ontwikkelde plannen voor zaken als verversing van het stadswater en bescherming van de stad tegen overstromingen. Hij bemoeide zich al in 1662 met de waterkering in de Amstel. Tijdens zijn burgemeesterschap besloot het stadsbestuur vuil stadswater te lozen en schoner water van buiten in de grachten en burgwallen te laten binnenstromen. Hudde zorgde er ook voor dat de inhoud van de ‘stadssecreten’ niet meer in de grachten terechtkwam, maar in kuilen buiten de stad. Daarnaast bevorderde hij de hygiëne in en rond drinkwaterbakken bij kerken en openbare gebouwen. In 1675 pleitte hij voor de verlenging van de Nieuwe Vaart vanaf de Oostelijke Eilanden. Rond 1681 kwamen sluizen in de Amstel en in bij het Singel aan het IJ om hoge waterstanden te keren. Hij liet acht grote, witmarmeren merkstenen inmetselen in de sluizen in de dijk langs de zuidzijde van het IJ, die de hoogte van de zeedijk aangaven. De merkstenen zaten in de Eenhoornsluis, Nieuwe Haarlemmersluis, Oude Haarlemmersluis, Nieuwe Brugsluis, Kolksluis, Kraansluis, West-Indische sluis en de Scharrebiersluis. Van deze stenen zit alleen die in de Eenhoornsluis nog op zijn plaats. De eerste steen van Hudde, in 1681 ingemetseld in de Nieuwebrug, (gelegen tegenover het huidige Centraal Station), was zo de aanzet tot het Normaal Amsterdams Peil (NAP). In 1682 kwam Elias Sandra naar het huis van Hudde met een nieuw Vechtwaterplan. In 1689 kregen de bierbrouwers, die het grachtenwater vervuilden, strengere maatregelen opgelegd. Hudde zorgde voor de invoering van de brandspuit ontwikkeld door Jan van der Heyden, die evenwel veel moeite moest doen om erkenning. Burgemeester Valckenier bleek een tegenstander, maar in 1685 kreeg Van der Heyden zijn zin.
Hudde en Paulus de Roo hielden zich bezig met boekhoudkundige verbeteringen bij de VOC.
De Amsterdamse burgemeesters hadden in 1688 een scherp conflict met stadhouder Willem III, die op het punt stond met 500 schepen naar Engeland over te steken. Cornelis Geelvinck was een tegenstander van het uitreden van schepen, die ingezet kon worden bij de geplande invasie door stadhouder Willem III, beter bekend als de Glorious Revolution. Nicolaes Witsen en Hudde hadden twijfels, maar helden uiteindelijk over naar de prins.
Samen met Gerard Bors van Waveren, Jacob Boreel, zijn neef Nicolaes Witsen en Joan Huydecoper van Maarsseveen raakte Hudde in 1690 betrokken in een proces tegen Romeyn de Hooghe.
Samen met Witsen nam hij dominee Balthasar Bekker in bescherming, nadat Bekker zijn boek De betooverde wereld had uitgebracht, waarin het bestaan van hekserij en de duivel werden ontkend.

## Leibniz
In februari 1697 schreef Leibniz aan Johan Bernoulli: "Zeker indien Huygens nog leefde en welvoer, hij zou niet rusten voor hij uw vraagstuk had opgelost. Nu is er niemand van wien ik die oplossing verwacht, behalve van den markies d'Hospital, van uw broeder, of van Newton, aan dewelken ik toevoegen zoude den Amsterdamschen burgemeester HUDDE, indien deze niet voorlang van dergelijke onderzoekingen had afgezien". De manuscripten van Hudde moeten een belangrijke invloed gehad hebben bij de totstandkoming van Leibniz' integraalrekening.
- Bibliothèque nationale de France: cb13488288n (data)
- Biografisch Portaal: 21772832
- Digitale Bibliotheek voor de Nederlandse Letteren: hudd002
- Gemeinsame Normdatei: 128350679
- International Standard Name Identifier: 0000 0000 0198 8373
- Library of Congress Control Number: no2011195382
- Mathematics Genealogy Project: 125650
- Nationale Bibliotheek van Tsjechië: ntk20201077658
- Nederlandse Thesaurus van Auteursnamen: 108676064
- Istituto Centrale per il Catalogo Unico: BVEV063157
- Système universitaire de documentation: 035757825
- Virtual International Authority File: 39529954
- WorldCat: E39PBJkHpqpy9FD9fhM3hvQQbd